# Марио Ћулум
Марио Ћулум (Бања Лука) је српски драмски писац, сценариста и универзитетски професор.

## Биографија
Дипломирао је и мастерирао је драматургију на Академији умјетности у Бањој Луци.
Ванредни је професор драматургије и сценаристике на Универзитету у Бањој Луци.
Он пише филмске и ТВ сценарије, сценарије за рекламе, промо видее, свечане академије, радио драме, позоришне комаде те друге уметничке и стручне радове.
Селектор је Интернационалног фестивала аматерског театра Лакташи.
Био је члан жирија неколико фестивала.

## Награде
- Специјална награда МЕФЕММ-а за текст Жиранти[5]

## Дела
- Жиранти[2]
- Свјетионик слободе[2]
- Едит Пјаф[2]
- Српска за сва времена[2]
- Кочићу у част[2]
- Српска читаоница[2]
- Нисмо сви летачи[2]
- Кочићу у част[2]
- Бану у част[2]
- ЗАВЈЕТ СЛОБОДИ[2]
- Чији је бунар[2]
- Шарени свијет[2]
- Кочоперитис[2]
- Професор Атом[2]
- Тражим помиловање[2]
- 40 година универзитета у Бањој Луци[2]
- Ја знам ко сам[2]
- Нисмо сви летачи[2]
- Орфеј у подземљу[2]
- Мирка[2]
- Свакодневница[2]
- Замало живот, ТВ серија[2]
- Изгубљени у Бруклину[2]
- Замало живот[2]
- Жиранти[2]
- Дах живота[2]
- Драга моја Ангелина[2]
- Ејми[2]
- Заблуде[2]
- Реквијем за љубав[2]
- Сметње[2]
- Дејтбук[2]
- ПМС - Пост Мушки Стрес[2]
- Нијанса сиве[2]
- Ријечи су нешто друго[2]
- Кинез, беба и чистачица[2]
- Одлијепи од среће[2]
- Срећна Нова[2]
- Тајни дневник Адријана Мола[2]
- Дуда САТ тв[2]
- Звук тишине[2]
- Неспоразум, драматург[2]
- Мадам Сан Жен, драгматург[2]
- Рођендан[2]
- Избор[2]